# Šatrijos Ragana

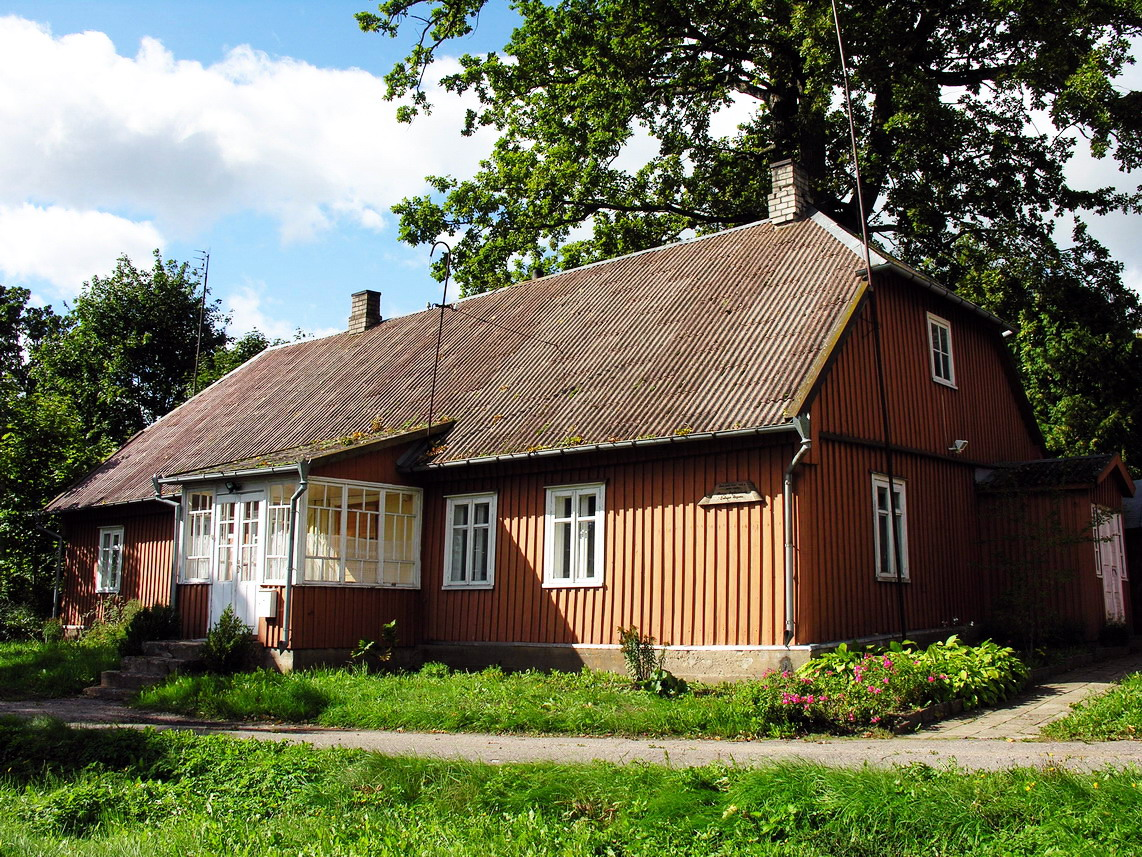
Casa en què Marija Pečkauskaitė va viure a Židikai del 1915 al 1930

Marija Pečkauskaitė - Šatrijos Ragana (Medingėnai, 3 d'agost de 1877 - Židikai, 24 de juliol de 1930) fou una escriptora lituana.
Va fundar l'escola de Židikai. Les seves obres més conegudes són Sename dvare (En estat vell) i Irkos tragedija (La tragèdia de l'Irka).

## Biografia
Nascuda a Medingėnai en una família de nobles lituans, Pečkauskaitė va ser criada en la cultura polonesa. No obstant això, es va fer amiga dels camperols lituans local i, influenciada pel seu tutor Povilas Višinskis, es van unir al renaixement nacional lituà. A causa de la mala salut i la matrícula cara, Pečkauskaitė no es va poder graduar d'un institut a Sant Petersburg i va haver de completar la seva l'educació privada en Labūnava, una finca a prop d'Užventis. Višinskis va traduir les seves primeres obres, escrites en polonès, al lituà i va publicar en revistes liberals lituans, com Varpas(La Campana) i Ūkininkas (El Granger). No obstant això, Pečkauskaitė no va estar d'acord amb la seva agenda secular i va començar a publicar en els pro-catòlics sarges, Tėvynės i diaris similars.

Després de la mort del seu pare en 1898, la família es va traslladar a Šiauliai perquè l'antiga finca va haver de ser venuda per pagar els deutes. En l'any 1905 va rebre una beca de la societat Žiburėlis per estudiar pedagogia a la Universitat de Zuric i la Universitat de Friburg Mentre estudiava, va conèixer a Friedrich Wilhelm Foerster i li van influenciar molt els seus punts de vista sobre l'educació. Més tard va traduir diverses de les seves obres al lituà.

Després de tornar a Lituània el 1907, Pečkauskaitė es va quedar breument a Šaukotas i Vilnius. L'any 1909 va ser contractada com a professora a una escola de nenes a Marijampolė. El 1915 es va traslladar a Židikai, on va passar la resta de la seva vida treballant com a professora. Ella ha participat activament en la vida cultural de la ciutat, promovent diverses entitats de caritat. Pels seus èxits en la pedagogia, Pečkauskaitė ser premiada doctora honoris causa de la Universitat de Lituània el 1928. Va morir a Židikai.

## Obra
- Margi paveikslėliai (1896)
- Pirmas pabučiavimas (1898)
- Dėl ko tavęs čia nėra? (1898)
- Jau vakaruose užgeso saulėlydžiai (1900)
- Rudens dieną (1903)
- Viktutė (1903)
- Iš daktaro pasakojimų (1904)
- Atsiminimai apie broliuką Steponą (1939)
- Sulaukė (1906)
- Vincas Stonis (1906)
- Pertraukta idilija (1906)
- Nepasisekė Marytei (1906)
- Dėl tėvynės (1907)
- Adomienė (1908)
- Pančiai (1920)
- Sename dvare (1922)
- Irkos tragedija (1924)
- Mėlynoji mergelė (1925)
- Motina - auklėtoja (1926)